# Clitel

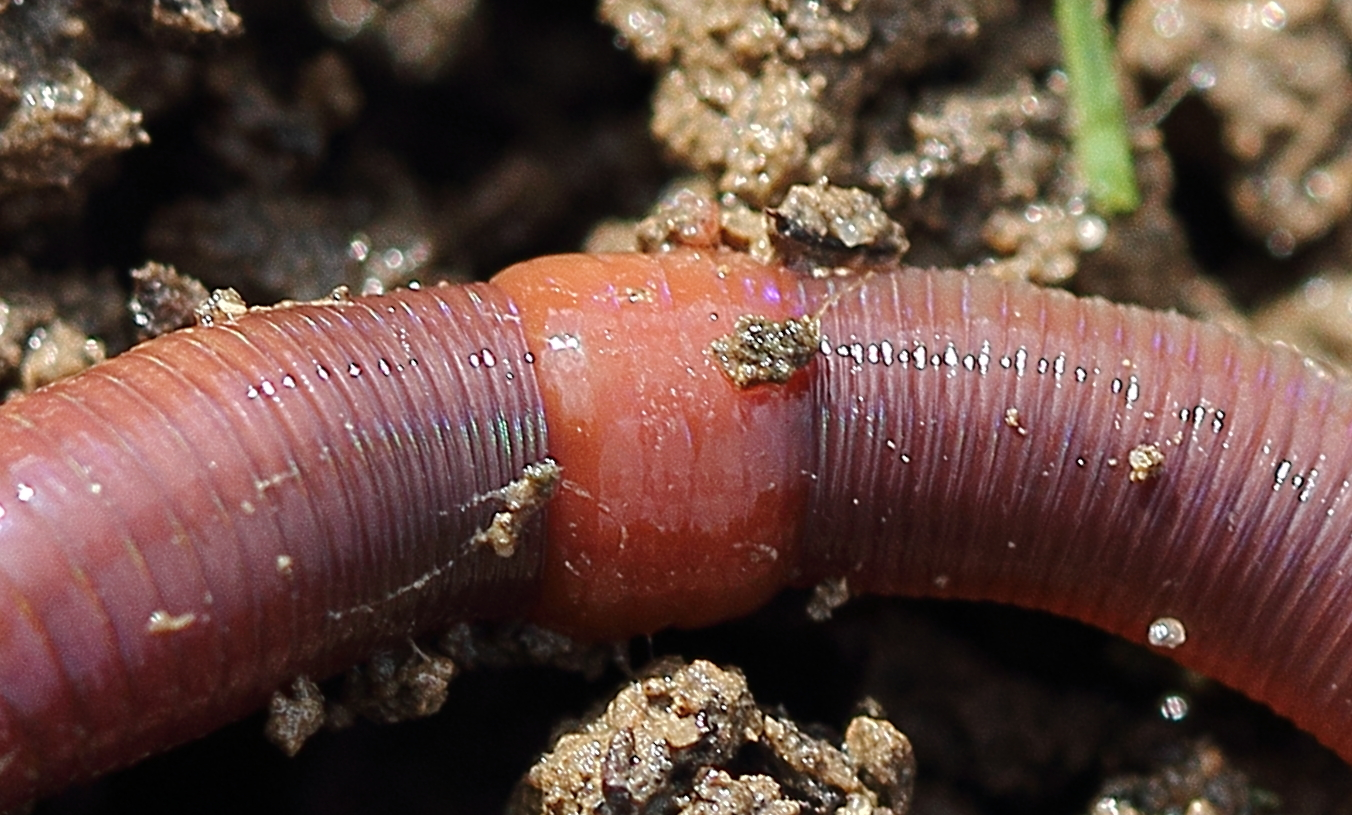
Clitel de Lumbricus rubellus.

El clitel és una estructura molt evident del cos dels anèl·lids clitel·lats (oligoquets i hirudinis). Es tracta d'una zona glandular amb segments més inflats que la resta i que és la manifestació externa dels òrgans sexuals; de vegades posseeix tubercles prominents que s'usen en la subjecció de la parella durant la còpula. El clitel apareix en el moment de la maduresa sexual i és el responsable de la formació del capoll on es desenvoluparan els ous, i de la formació del cilindre mucós que serveix per a la còpula.